# Alfred Perot
Alfred Perot, all'anagrafe Jean-Baptiste Alfred Perot (Metz, 3 novembre 1863 – Parigi, 28 novembre 1925), è stato un fisico francese, noto per il suo lavoro nel campo dell'ottica. In particolare è stato il co-inventore dell'interferometro di Fabry-Pérot insieme a Charles Fabry.

## Biografia
Alfred Perot è nato a Metz il 3 novembre 1863. Era il figlio di Gaspard Perot e di Laure Dufour.
Uscito dall'École polytechnique nel 1884, tornò a Nancy per lavorare alla sua tesi di laurea nel laboratorio di René Blondlot, dove aveva già messo in pratica i suoi metodi ingegnosi e diretti. Nel 1888, discusse la sua tesi di laurea alla Facoltà di Scienze di Parigi con i suoi lavori sulla determinazione delle costanti termodinamiche per il calcolo dell'equivalente meccanico del calore.
Nello stesso anno, Perot ottenne la docenza presso la facoltà di scienze di Marsiglia. Qui fece conoscenza del suo collega Charles Fabry, insieme al quale sviluppò l'interferometro che poi prese il loro nome nel 1899.
Nel 1902, fu nominato direttore del Laboratoire national de métrologie et d'essais del Conservatoire national des arts et métiers.
Nel 1912 l'Accademia francese delle scienze gli conferì la Medaglia Janssen.
Nel 1918, insieme a Charles Fabry, ottenne la medaglia Rumford della Royal Society, per il suo lavoro nel campo dell'ottica. Nel 1894, fu nominato professore di energia elettrica industriale presso la stessa facoltà di Marsiglia.
Nel 1908, successe a Henri Becquerel alla cattedra di fisica del Politecnico. Lo stesso anno è stato nominato capo della spettroscopia solare del osservatorio di Parigi.